# 6287 Lenham
6287 Lenham eller 1984 AR är en asteroid i huvudbältet som upptäcktes den 8 januari 1984 av den amerikanske astronomen Edward L.G. Bowell vid Anderson Mesa Station. Den är uppkallad efter den brittiske amatörastronomen Alan P. Lenham.
Asteroiden har en diameter på ungefär 11 kilometer och den tillhör asteroidgruppen Themis.